# Carrie Steinseifer
Carolyn Lynne (Carrie) Steinseifer (Redwood City, 12 februari 1968) is een Amerikaans zwemster.

## Biografie
Steinseifer won tijdens de Olympische Zomerspelen van 1984 in eigen land de gouden medaille op de 100m vrije slag zij moest deze medaille wel delen met haar landgenote Nancy Hogshead. Zij won tijdens deze spelen ook goud op beiden estafettenummers op de 4×100 meter wisselslag kwam Steinseifer alleen in de series in actie.

## Internationale toernooien
| Jaar | Olympische Spelen                                                | Wereldkampioenschappen | Pan-Pacifische kampioenschappen                                           | Pan-Amerikaanse Spelen                                  |
| ---- | ---------------------------------------------------------------- | ---------------------- | ------------------------------------------------------------------------- | ------------------------------------------------------- |
| 1983 |                                                                  |                        |                                                                           | 100m vrije slag · 4x100m vrije slag · 4x100m wisselslag |
| 1984 | 100m vrije slag · 4x100m vrije slag · 4x100m wisselslag (series) |                        |                                                                           |                                                         |
| 1985 |                                                                  |                        | 100m vrije slag · 200m vrije slag · 4x100m vrije slag · 4x200m vrije slag |                                                         |
| 1986 |                                                                  |                        |                                                                           |                                                         |
| 1987 |                                                                  |                        |                                                                           | 4x100m vrije slag                                       |
| 1988 |                                                                  |                        |                                                                           |                                                         |
| 1989 |                                                                  |                        | 4x100m vrije slag                                                         |                                                         |

1912: Fanny Durack ·
1920: Ethelda Bleibtrey ·
1924: Ethel Lackie ·
1928: Albina Osipowich ·
1932: Helene Madison ·
1936: Rie Mastenbroek ·
1948: Greta Andersen ·
1952: Katalin Szőke ·
1956: Dawn Fraser ·
1960: Dawn Fraser ·
1964: Dawn Fraser ·
1968: Jan Henne ·
1972: Sandra Neilson ·
1976: Kornelia Ender ·
1980: Barbara Krause ·
1984: Nancy Hogshead/Carrie Steinseifer ·
1988: Kristin Otto ·
1992: Zhuang Yong ·
1996: Le Jingyi ·
2000: Inge de Bruijn ·
2004: Jodie Henry ·
2008: Britta Steffen ·
2012: Ranomi Kromowidjojo ·
2016: Simone Manuel/Penelope Oleksiak ·
2020: Emma McKeon ·
2024: Sarah Sjöström
1912: Moore, Fletcher, Speirs, Steer ·
1920: Woodbridge, Schroth, Guest, Bleibtrey ·
1924: Donnelly, Ederle, Lackie, Wehselau ·
1928: Lambert, Osipowich, Saville, Norelius ·
1932: Johns, Saville, McKim, Madison ·
1936: Selbach, Wagner, den Ouden, Mastenbroek ·
1948: Corridon, Kalama, Helser, Curtis ·
1952: I. Novák, Temes, É. Novák, Szőke ·
1956: Fraser, Leech, Morgan, Crapp ·
1960: Spillane, Stobs, Wood, von Saltza ·
1964: Stouder, de Varona, Watson, Ellis ·
1968: Barkman, Gustavson, Pedersen, Henne ·
1972: Babashoff, Barkman, Kemp, Neilson ·
1976: Peyton, Sterkel, Babashoff, Boglioli ·
1980: Krause, Metschuck, Diers, Hülsenbeck ·
1984: Johnson, Steinseifer, Torres, Hogshead ·
1988: Otto, Meißner, Hunger, Stellmach ·
1992: Haislett, Martino, Thompson, Torres ·
1996: Martino, Van Dyken, Fox, Thompson ·
2000: Van Dyken, Shealy, Thompson, Torres ·
2004: Mills, Lenton, Thomas, Henry ·
2008: Dekker, Kromowidjojo, Heemskerk, Veldhuis ·
2012: Coutts, C. Campbell, Elmslie, Schlanger ·
2016: McKeon, Elmslie, B. Campbell, C. Campbell ·
2020: B. Campbell, Harris, McKeon, C. Campbell ·
2024: O'Callaghan, Jack, McKeon, Harris